# 河北省 (中華民國)
河北省，簡稱「冀」，曾是中華民國下轄的一個省。1928年，由直隶省改名，原是為延續清代所設置的22省，亦是華北六省之一。

## 歷史沿革
國民革命軍北伐完成統一後，當時國民政府建都南京，今河北境域主要屬直隸省，後因直隸省名不符實，於1928年改為河北省今名。7月，河北省政府在天津成立。
1937年七七事变，抗日战争全面爆发。河北省所在的华北地区逐步沦陷于日军之手。河北省政府被迫迁至外省。期间，中国共产党在华北开辟多个抗日根据地。最主要、与河北省相关的根据地是晉察冀抗日根據地和晉冀魯豫抗日根據地。
1945年抗日战争结束后，国共双方开始第二次国共内战。随着战局变化，中共政权控制的解放区逐步扩大。1947年11月12日，石家庄战役结束，共軍攻占石門市（今石家庄市主城区），晋察冀边区和晋冀鲁豫边区连成一片。1948年2月5日，末任河北省主席楚溪春至北平市就任时，河北省名义上的一百三十余个辖县已仅余20余县，多是铁路沿线之县:21。
1949年1月下旬，北平淪陷。2月，中国人民解放军北平市军事管制委员会接管河北省政府，河北省政府消亡:23。至此河北全省為中共所佔。

## 管轄範圍

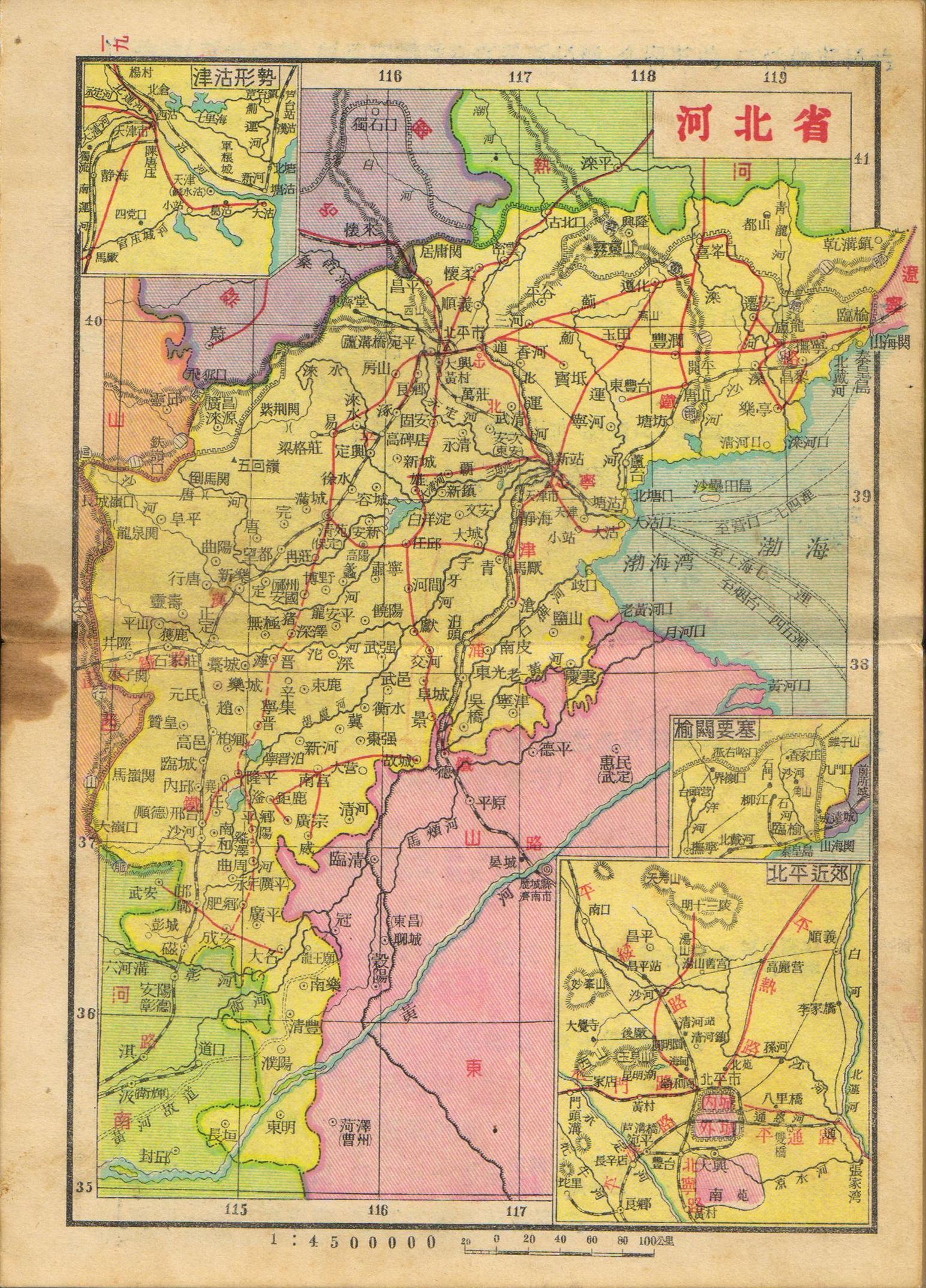
亞新地學社1936年《袖珍中華全圖》的河北省地圖

民國元年直隶省及順天府轄境大致相當於今日的河北省大部（除邱县、馆陶县、武安市、涉县、临漳县外），北京市、天津市全部，河南省南乐县、清丰县、濮阳市、长垣市，山东省东明县、宁津县、庆云县，辽宁省阜新市（不含彰武县）、朝阳市及建昌县，内蒙古自治区赤峰市（不含克什克腾旗）及乌兰察布市、锡林郭勒盟各一部分，之後區域逐步縮小。
民國3年（1914），北部區域的37縣分別劃入京兆地方及热河特别区、察哈尔特别区。民國17年（1928年），原直隸省口北道10縣劃屬察哈爾省，轄境縮小為今北京市大部（除市中心區及延庆区外）、天津市大部（除市中心區）、河北省大部（除南部邱县、馆陶县、武安市、涉县、臨漳縣及北部承德市、张家口市），河南省南乐县、清丰县、濮阳市、长垣市，山東省东明县、宁津县、庆云县。
民國36年（1947年）河北省面積為14萬253平方公里。東濱渤海、北鄰遼寧省、熱河省、察哈爾省，西界山西省，南接河南省、山東省。

## 人口
以下依據中華民國實業部《中國經濟年鑑》（1934年出版）、內政部統計司編《民國十七年各省市戶口調査統計報告》（1931年出版）、主計處統計局編《中華民國統計提要》（1940年出版）、中華民國年鑑社編《中華民國年鑑》（1952年出版，頁19-21）所提供的人口數據： 
| 調查年代 | 戶數      | 人口       | 男性       | 女性       | 每戶平均人口 | 性別比例 |
| -------- | --------- | ---------- | ---------- | ---------- | ------------ | -------- |
| 1912年   | 5,013,000 | 26,658,000 | 14,769,000 | 11,889,000 | 5.32         | 124.20   |
| 1928年   | 5,452,000 | 31,232,000 | 17,274,000 | 13,958,000 | 5.72         | 123.76   |
| 1936年   | 5,109,000 | 28,644,000 | 15,485,000 | 13,159,000 | 5.61         | 117.68   |
| 1947年   | 5,161,000 | 28,719,000 | 15,439,000 | 13,280,000 | 5.56         | 116.25   |

據中華民國內政部戶政司於民國79年（1990年）臺閩地區戶口及住宅普查報告，臺閩地區籍貫為河北省的人數為7萬5089人，佔非臺灣省籍269萬4917人口當中的2.79%。

## 行政區劃

### 省、縣之間的行政區

#### 道制
民國元年（1912）時，直隸省有天津、大廣順（12月裁）、通永（12月裁）、口北、熱河（年底裁）等道。民國2年（1913）2月，根據《劃一現行各省地方行政官廳組織令》，擬新設保、易、定、深4道。內務部因這些道的名稱繁複，令直隸省重新擬定。後改道名為渤海、范陽、冀南、口北4道。3月1日內務部照准，旋任命觀察使；5月，將舊熱河道區域改劃為朝陽道（轄朝陽、阜新、建平、綏東4縣）、赤峰道（轄赤峰、開魯、林西、圍場4縣），承德等6縣不屬二道管轄，但二道實際上並未設立。民國3年（1914）5月，改觀察使為道尹。民國17年（1928），北伐軍進入北京後廢除各道。
津海道
民國2年（1913年）3月以原天津、河間、永平、承德、朝陽5府及遵化、赤峰2直隸州區域置渤海道。觀察使駐天津縣（今天津市城區），轄天津、青縣、滄縣、鹽山、慶雲、南皮、靜海、河間、獻縣、阜城、肅寧、任邱、交河、寧津、景縣、吳橋、故城、東光、盧龍、遷安、撫寧、昌黎、灤縣、樂亭、榆、遵化、豐潤、玉田28縣。民國3年（1914）5月改道名。道尹為繁要缺，一等。轄縣同前，並增領順天府屬文安、大城、新鎮、寧河4縣。民國17年（1928）廢道。
保定道
民國2年（1913年）3月以原保定、正定2府及易、定、深3直隸州區域置范陽道。觀察使駐清苑縣（今河北省保定市），轄清苑、滿城、安肅、定興、新城、唐縣、博野、望都、容城、完縣、蠡縣、雄縣、安國、安新、束鹿、高陽、正定、獲鹿、井陘、阜平、欒城、行唐、靈壽、平山、元氏、贊皇、晉縣、無極、藁城、新樂、易縣、淶水、淶源、定縣、曲陽、深澤、深縣、武強、饒陽、安平40縣。民國3年（1914）5月改道名。道尹為繁要缺，一等。駐地、轄縣同前。民國17年（1928）廢道。
大名道
民國2年（1913年）3月以原大名、廣平、順德3府及冀、趙2直隸州區域置冀南道。觀察使駐大名縣（今河北省大名縣），轄大名、南樂、清豐、東明、濮陽、長垣、邢台、沙河、南和、平鄉、廣宗、鉅鹿、唐山、內邱、任縣、永年、曲周、肥鄉、雞澤、廣平、邯鄲、成安、威縣、清河、磁縣、冀縣、衡水、南宮、新河、棗強、武邑、趙縣、柏鄉、隆平、臨城、高邑、寧晉37縣。民國3年（1914）5月改道名。道尹為要缺，二等。駐地、轄縣同前。民國17年（1928）廢道。
口北道
民國2年（1913年）3月以原宣化府及張家口、獨石口、多倫諾爾3廳區域置。觀察使駐宣化縣（今河北省宣化縣），轄宣化、赤城、萬全、龍關、懷來、陽原、懷安、蔚縣、延慶、涿鹿、張北、獨石、多倫13縣。民國3年（1914）5月改觀察使為道尹，為簡缺，三等。駐地、轄縣同前；7月6日，張北、獨石、多倫3縣移屬察哈爾特別區興和道。民國17年（1928）廢道。

#### 行政督察區
民國21年（1932年），南京國民政府頒布《各省行政督察專員暫行條例》、《行政督察專署條例》，令各省劃定行政督察區，但河北省並未立即實行。隨著日本先後佔領熱河省全境、河北省東北部及察哈爾省的北部，華北局勢日益危急。在這種形勢下，河北省政府無法直接管轄各縣。民國22年（1933年）「中日塘沽協定」簽訂以後，為更好地處理長城沿邊各縣的政務和對日交涉，河北省依照院頒《專員條例》，擬具河北省行政督察專員公署辦事細則呈准施行，於9月設立灤榆、薊密兩行政督察區。督察專員負有督察所轄各縣行政、通常涉外、協助地方救濟、督察清鄉及完成省政府暨廳飭辦事項等職責。民國24年（1935年）11月，因薊密區專員殷汝耕等在河北通縣成立「冀東防共自治委員會」，宣佈獨立自治。12月，國民政府明令將上述二區專員撤銷。該省原設二行政督察區情形如下：
民國25年（1936年）3月自民國26年（1937年）2月間，全省先後設立了堯山、南宮、大名、博野、滄縣、濮縣、天津、宛平、河間、獲鹿等10個行政區，各區設專員1人；並擬再增設清苑、涿縣、刑台、安次、武邑、景縣6個行政區。但因與《條例》不合，被行政院下令即行停止增設。民國26年（1937年）5月，冀察政務委員會呈准將清苑、安新等112縣劃為17個行政督察區，但所有冀東之香河、三河、薊縣、昌平、寶坻、順義、懷柔、平谷、盧龍、遷安、撫寧、昌黎、灤縣、樂亭、臨榆、遵化、興隆、豐潤、玉田、密雲暨都山設治局等21縣局，因「情形特殊」，而未曾劃區管轄。其17區設置情形如下：
抗戰爆發後，民國27年（1938年）12月，全省劃為10個行政督察區。民國28年（1939年）又劃為17個行政督察區。民國30年（1941年）河北省政府在洛陽辦公時，曾奉命規劃全省行政建置，將全省劃為18個行政督察區。民國31年（1942年）、32年（1943年），行政院內政部兩次公布河北省為18個行政督察區，但實際均未實行：
民國34年（1945年）11月，河北省政府遷回北平後，將原18個行政督察區調整為14個行政督察區。12月，析第十三、十四2區置第十五區。各區如下：
民國37年（1948年）5月，撤銷第十二、十三、十四和十五區，設置冀南行政區。
中共建政後，設置唐山、保定、石家莊、秦皇島4市及唐山、天津、通縣、保定、定縣、石家莊、衡水、邢台、邯鄲10個專區取代原先的行政督察區。

### 縣級行政區
清代直隸省在宣統三年（1911年）時，分為11府、7直隸州、3直隸廳，下轄12州、1廳、108縣，另順天府轄5州、19縣。民國元年（1912年）時有155個州、廳、縣。民國2年（1913年）2月，根據《劃一現行各縣地方行政官廳組織令》，府、州、廳均改為縣。民國3年（1914年）1月，北洋政府以清代熱河道區域的承德等14縣置熱河特別區；5月，內務部呈請將順天府附近的20縣劃出，成為獨立區域；6月，原屬口北道之張北、獨石、多倫3縣移屬察哈爾特別區。
河北省建立後，縣市局多有變化。縣方面，民國17年（1928年）6月廢京兆地方，原轄20縣歸屬河北省。民國19年（1930年）8月增領興隆縣。民國25年（1936年）2月，應河北、河南2省政府的請求，為「便利行政並整理冀、豫兩省區域」，國民政府同意將河北省的長垣、濮陽、東明3縣劃歸河南省，將河南省的武安、涉縣2縣劃歸河北省，但未執行。民國36年（1947年）11月增領灤寧、浭陽2縣；局方面，民國19年（1930年）12月增領都山設治局縣，民國26年（1937年）增領新海設治局；市方面，民國19年（1930年）6月北平特別市降為河北省轄市，11月北平市復為特別市，同月天津特別市降為河北省轄市。民國24年（1935年）7月天津市升格為直轄市。民國35年（1946年）4月增領唐山、石門2市。
民國38年（1949年）時，河北省劃分為11行政督察區、1行政區，下轄2市、132縣、2設治局。民國77年（1988年）7月，行政院公布《中華民國各省（市）縣（市）行政區域代碼》，為各省縣市編定代碼，該法規於民國94年（2005年）10月停用。河北省各縣、市、局沿革情況如下：
| 河北省     | 河北省               | 河北省 | 河北省 | 河北省     | 河北省                                     | 河北省       | 河北省 |
| 行政督察區 | 專署駐地             | 代碼   | 縣等級 | 縣市局     | 駐地(2023年4月)                            | 北洋時期     | 沿革 |
| ---------- | -------------------- | ------ | ------ | ---------- | ------------------------------------------ | ------------ | --- |
| 省政府直轄 | 省政府直轄           | 15049  | 不適用 | 唐山市     | 今唐山市城區                               | (津海道)     | 民國36年（1947年）6月析灤縣唐山鎮置。 |
| 省政府直轄 | 省政府直轄           | 15080  | 不適用 | 石門市     | 石家莊（今石家莊市城區）                   | (保定道)     | 民國14年（1925年）8月，北京政府以石莊、休門兩村合併置石門市，為自治性質，設市政公所，此後由公安局處理。民國28年（1939年）10月,中華民國臨時政府析獲鹿縣石家莊、休門兩鎮置市。民國36年（1947年）6月國民政府核准因之。 |
| 省政府直轄 | 省政府直轄           | 不適用 | 不適用 | 北平市     | 今北京市城區                               | 京兆地方     | 經國民黨中央政治會議第145次會議決定，國民政府於民國17年（1928年）6月28日將北京改名為北平，並成立北平特別市，直隸國民政府。同年10月，河北省政府遷此。民國19年（1930年）6月，根據新頒布的《市組織法》，省會所在地必須是省轄市。由此，北平特別市改稱為北平市，隸屬於河北省政府。同年10月，河北省會遷駐天津市。次月，北平市又成為院轄市，直隸於行政院。                                           |
| 省政府直轄 | 省政府直轄           | 不適用 | 不適用 | 天津市     | 今天津市城區                               | (津海道)     | 民國12年（1923年）10月6日，北京政府以天津市為特別市。民國16年（1927年）11月3日，天津特別區市政局被改組為直隸津沽市政公署。民國17年（1928年）6月21日國民黨中央政治會議第145次會議決定設立天津市特別市，以原天津警區及特別一、二、三區為市政府管轄區域.同年11月25日，因河北省政府由北平移駐天津，改組為普通市，隸屬於河北省。民國24年（1935年）6月4日，河北省政府遷治保定，天津市恢復為院轄市。 |
| 第一區     | 臨榆縣               | 15033  | 二等   | 盧龍縣     | 今盧龍縣駐地盧龍鎮                         | 津海道       | 清代為永平府附郭盧龍縣。 |
| 第一區     | 臨榆縣               | 15041  | 一等   | 臨榆縣     | 山海關西口（今秦皇島市山海關區）           | 津海道       | |
| 第一區     | 臨榆縣               | 15045  | 二等   | 遷安縣     | 今遷安市駐地遷安鎮                         | 津海道       | |
| 第一區     | 臨榆縣               | 15046  | 一等   | 撫寧縣     | 今秦皇島市撫寧區駐地撫寧鎮                 | 津海道       | |
| 第一區     | 臨榆縣               | 15047  | 一等   | 昌黎縣     | 今昌黎縣駐地昌黎鎮                         | 津海道       | |
| 第一區     | 臨榆縣               | 15048  | 一等   | 灤縣       | 今灤州市駐地灤河街道                       | 津海道       | 清代為灤州，民國2年（1913年）2月改置縣。 |
| 第一區     | 臨榆縣               | 15050  | 二等   | 樂亭縣     | 今樂亭縣駐地樂亭鎮                         | 津海道       | |
| 第一區     | 臨榆縣               | 15133  | 不適用 | 都山設治局 | 大丈子（今青龍滿族自治縣駐地青龍鎮）       | (津海道)     | 民國22年（1933年）8月析遷安、撫寧兩縣所屬長城以北地區置。 |
| 第一區     | 臨榆縣               | 未定   | 不適用 | 灤寧縣     | 倴城（今灤南縣駐地倴城鎮）                 | (津海道)     | 民國36年（1947年）11月析灤縣南部置。 |
| 第二區     | 寧河縣               | 15007  | 三等   | 安次縣     | 安次（今廊坊市駐地安次區東南仇莊鄉光榮村） | 京兆地方     | 清代為東安縣，因與湖南、四川、廣東3省縣名重名，民國3年（1914年）1月改名。漢置安次縣於此，故名。清屬順天府。民國3年（1914年）10月屬京兆地方，民國17年（1928年）6月屬河北省。 |
| 第二區     | 寧河縣               | 15017  | 一等   | 武清縣     | 武清鎮（今天津市武清區西北城關鎮           | 京兆地方     | 清屬順天府。民國3年（1914年）10月屬京兆地方，民國17年（1928年）6月屬河北省。 |
| 第二區     | 寧河縣               | 15018  | 二等   | 寶坻縣     | 寶坻鎮（今天津市寶坻區駐地寶平街道）       | 京兆地方     | 清屬順天府。民國3年（1914年）10月屬京兆地方，民國17年（1928年）6月屬河北省。 |
| 第二區     | 寧河縣               | 15021  | 二等   | 靜海縣     | 今天津市靜海區駐地靜海鎮                   | 津海道       | |
| 第二區     | 寧河縣               | 15024  | 一等   | 天津縣     | 今天津市津南區駐地鹹水沽鎮                 | 津海道(駐地) | 清代為天津府附郭天津縣。民國3年（1914年）至民國17年（1928年）10月間先後為直隸、河北省會。民國2年（1913年）2月為渤海道治，民國3年（1914年）起為津海道治。民國17年（1928年）6月，天津縣城區劃出為天津市區。為實現市縣分治，便於行政，民國24年（1935年）1月遷治鹹水沽。 |
| 第二區     | 寧河縣               | 15025  | 三等   | 青縣       | 今青縣駐地清州鎮                           | 津海道       | |
| 第二區     | 寧河縣               | 15059  | 三等   | 大城縣     | 今大城縣駐地平舒鎮                         | 津海道       | |
| 第二區     | 寧河縣               | 15061  | 三等   | 寧河縣     | 今天津市寧河區駐地以北寧河鎮               | 津海道       | |
| 第三區     | 滄縣                 | 15026  | 一等   | 滄縣       | 今滄州市城區                               | 津海道       | 清代為滄州，民國2年（1913年）2月改置縣。 |
| 第三區     | 滄縣                 | 15027  | 二等   | 鹽山縣     | 今鹽山縣駐地鹽山鎮                         | 津海道       | |
| 第三區     | 滄縣                 | 15028  | 二等   | 慶雲縣     | 今山東省慶雲縣駐地慶雲鎮                   | 津海道       | |
| 第三區     | 滄縣                 | 15029  | 三等   | 南皮縣     | 今南皮縣駐地南皮鎮                         | 津海道       | |
| 第三區     | 滄縣                 | 15030  | 二等   | 吳橋縣     | 今吳橋縣東南鐵城鎮                         | 津海道       | |
| 第三區     | 滄縣                 | 15032  | 三等   | 東光縣     | 今東光縣駐地東光鎮                         | 津海道       | |
| 第三區     | 滄縣                 | 15039  | 二等   | 寧津縣     | 今山東省寧津縣駐地寧津鎮                   | 津海道       | |
| 第三區     | 滄縣                 | 15134  | 不適用 | 新海設治局 | 韓村（今黃驊市駐地驊西街道）               | (津海道)     | 民國26年（1937年）6月析滄縣、鹽山兩縣濱海地區置。 |
| 第四區     | 豐潤縣               | 15015  | 二等   | 薊縣       | 今天津市薊州區駐地漁陽鎮                   | 京兆地方     | 清代為薊州，民國2年（1913年）2月改置縣，民國3年（1914年）10月屬京兆地方，民國17年（1928年）6月屬河北省。 |
| 第四區     | 豐潤縣               | 15020  | 二等   | 密雲縣     | 今北京市密雲區駐地密雲鎮                   | 京兆地方     | 民國3年（1914年）10月屬京兆地方，民國17年（1928年）6月屬河北省。 |
| 第四區     | 豐潤縣               | 15023  | 三等   | 平谷縣     | 今北京市平谷區駐地濱河街道                 | 京兆地方     | 民國3年（1914年）10月屬京兆地方，民國17年（1928年）6月屬河北省。 |
| 第四區     | 豐潤縣               | 15042  | 一等   | 遵化縣     | 今遵化市駐地遵化鎮                         | 津海道       | 清代為遵化直隸州直轄地，民國2年（1913年）3月改置縣。 |
| 第四區     | 豐潤縣               | 15043  | 未定   | 興隆縣     | 興隆山（今興隆縣駐地興隆鎮）               | (津海道)     | 民國19年（1930年）12月析遵化縣屬第七、八兩區興隆山鎮地方置，因境內興隆山得名。 |
| 第四區     | 豐潤縣               | 15044  | 一等   | 豐潤縣     | 今唐山市豐潤區駐地豐潤鎮                   | 津海道       | |
| 第四區     | 豐潤縣               | 15057  | 二等   | 玉田縣     | 今玉田縣駐地玉田鎮                         | 津海道       | |
| 第四區     | 豐潤縣               | 未定   | 不適用 | 浭陽縣     | 胥各莊（今唐山市豐南區駐地胥各莊街道）     | (津海道)     | 民國36年（1947年）11月析豐潤縣南部置。 |
| 第五區     | 通縣（暫駐北平市）   | 15002  | 二等   | 大興縣     | 黃村（今北京市大興區駐地黃村鎮）           | 京兆地方     | 清代為順天府附郭大興縣，治所即今北京市城區，民國3年（1914年）屬京兆地方，民國17年（1928年）6月屬河北省，民國24年（1935年）4月遷治黃村（今北京市大興區駐地黃村鎮）。 |
| 第五區     | 通縣（暫駐北平市）   | 15003  | 二等   | 宛平縣     | 拱極城（今北京市丰台區西南盧溝橋地區）     | 京兆地方     | 清代為順天府附郭宛平縣，治所即今北京市城區，民國3年（1914年）屬京兆地方，民國17年（1928年）6月屬河北省，民國19年（1930年）初遷盧溝橋拱極城內清代西路廳舊署（今北京市丰台區西南盧溝橋地區）。日偽時期遷駐長辛店（今北京市丰台區西南盧溝橋地區），抗戰勝利後因之。 |
| 第五區     | 通縣（暫駐北平市）   | 15004  | 三等   | 良鄉縣     | 良鄉（今北京市房山區東良鄉地區）           | 京兆地方     | 民國3年（1914年）10月屬京兆地方，民國17年（1928年）6月屬河北省。 |
| 第五區     | 通縣（暫駐北平市）   | 15008  | 三等   | 香河縣     | 今香河縣駐地淑陽鎮                         | 京兆地方     | 民國3年（1914年）10月屬京兆地方，民國17年（1928年）6月屬河北省。 |
| 第五區     | 通縣（暫駐北平市）   | 15009  | 三等   | 三河縣     | 今三河市駐地泃陽鎮                         | 京兆地方     | 民國3年（1914年）10月屬京兆地方，民國17年（1928年）6月屬河北省。 |
| 第五區     | 通縣（暫駐北平市）   | 15010  | 三等   | 懷柔縣     | 今北京市懷柔區駐地懷柔鎮                   | 京兆地方     | 民國3年（1914年）10月屬京兆地方，民國17年（1928年）6月屬河北省。 |
| 第五區     | 通縣（暫駐北平市）   | 15011  | 三等   | 房山縣     | 今北京市房山區駐地城關街道                 | 京兆地方     | 民國3年（1914年）10月屬京兆地方，民國17年（1928年）6月屬河北省。 |
| 第五區     | 通縣（暫駐北平市）   | 15014  | 一等   | 通縣       | 今北京市通州區駐地北苑街道                 | 京兆地方     | 清代為通州，民國2年（1913年）2月改置縣，民國3年（1914年）10月屬京兆地方，民國17年（1928年）6月屬河北省。 |
| 第五區     | 通縣（暫駐北平市）   | 15016  | 三等   | 昌平縣     | 今北京市昌平區駐地昌平鎮                   | 京兆地方     | 清代為昌平州，民國2年（1913年）2月改置縣，民國3年（1914年）10月屬京兆地方，民國17年（1928年）6月屬河北省。 |
| 第五區     | 通縣（暫駐北平市）   | 15019  | 三等   | 順義縣     | 今北京市順義區駐地勝利街道                 | 京兆地方     | 民國3年（1914年）10月屬京兆地方，民國17年（1928年）6月屬河北省。 |
| 第六區     | 涿縣                 | 15005  | 三等   | 固安縣     | 今固安縣駐地固安鎮                         | 京兆地方     | 民國3年（1914年）10月屬京兆地方，民國17年（1928年）6月屬河北省。 |
| 第六區     | 涿縣                 | 15006  | 三等   | 永清縣     | 今永清縣駐地永清鎮                         | 京兆地方     | 民國3年（1914年）10月屬京兆地方，民國17年（1928年）6月屬河北省。 |
| 第六區     | 涿縣                 | 15012  | 二等   | 霸縣       | 今霸州市駐地霸州鎮                         | 京兆地方     | 清代為霸州，民國2年（1913年）2月改置縣，民國3年（1914年）10月屬京兆地方，民國17年（1928年）6月屬河北省。 |
| 第六區     | 涿縣                 | 15013  | 二等   | 涿縣       | 今涿州市駐地雙塔街道                       | 京兆地方     | 清代為涿州，民國2年（1913年）2月改置縣，民國3年（1914年）10月屬京兆地方，民國17年（1928年）6月屬河北省。 |
| 第六區     | 涿縣                 | 15053  | 三等   | 定興縣     | 今定興縣駐地定興鎮                         | 保定道       | |
| 第六區     | 涿縣                 | 15054  | 二等   | 新城縣     | 今高碑店市東南新城鎮                       | 保定道       | |
| 第六區     | 涿縣                 | 15060  | 三等   | 新鎮縣     | 今文安縣西北新鎮鎮                         | 津海道       | 清為保定縣，民國3年（1914年）6月，因與本省保定道同名，改名。 |
| 第六區     | 涿縣                 | 15085  | 二等   | 易縣       | 今易縣駐地易州鎮                           | 保定道       | 清代為易州直隸州，民國2年（1913年）2月改置縣。 |
| 第六區     | 涿縣                 | 15087  | 三等   | 淶水縣     | 今淶水縣駐地淶水鎮                         | 保定道       | |
| 第六區     | 涿縣                 | 15088  | 三等   | 淶源縣     | 今淶源縣駐地淶源鎮                         | 保定道       | 清代為廣昌縣，因與江西省縣名重複，民國3年（1914年）1月改名。縣內有淶山，淶水發源於此山，縣南半里又有淶源泉，故名。 |
| 第七區     | 河间縣               | 15022  | 一等   | 河間縣     | 今河間市駐地瀛州路街道                     | 津海道       | 清代為河間府附郭河間縣。 |
| 第七區     | 河间縣               | 15034  | 一等   | 獻縣       | 今獻縣駐地樂壽鎮                           | 津海道       | |
| 第七區     | 河间縣               | 15035  | 三等   | 肅寧縣     | 今肅寧縣駐地肅寧鎮                         | 津海道       | |
| 第七區     | 河间縣               | 15036  | 二等   | 任邱縣     | 今任丘市駐地新華路街道                     | 津海道       | |
| 第七區     | 河间縣               | 15037  | 三等   | 阜城縣     | 今阜城縣駐地阜城鎮                         | 津海道       | |
| 第七區     | 河间縣               | 15038  | 二等   | 交河縣     | 今泊頭市西交河鎮                           | 津海道       | |
| 第七區     | 河间縣               | 15040  | 二等   | 景縣       | 今景縣駐地景州鎮                           | 津海道       | 清代為景州，民國2年（1913年）2月改置縣。 |
| 第七區     | 河间縣               | 15058  | 三等   | 文安縣     | 今文安縣駐地文安鎮                         | 津海道       | |
| 第八區     | 清苑縣               | 15001  | 一等   | 清苑縣     | 今保定市城區                               | 保定道(駐地) | 民國14年（1925年）6月至民國26年（1937年）9月，先後為直隸、河北省會，民國35年（1946年）7月復為河北省會。 |
| 第八區     | 清苑縣               | 15051  | 三等   | 徐水縣     | 今保定市徐水區駐地安肅鎮                   | 保定道       | 清代為安肅縣，因與甘肅省安肅道同名，民國3年（1914年）6月改名，因縣內徐河得名。 |
| 第八區     | 清苑縣               | 15052  | 三等   | 滿城縣     | 今保定市滿城區駐地滿城鎮                   | 保定道       | |
| 第八區     | 清苑縣               | 15062  | 二等   | 蠡縣       | 今蠡縣駐地蠡吾鎮                           | 保定道       | |
| 第八區     | 清苑縣               | 15063  | 三等   | 雄縣       | 今雄縣駐地雄州鎮                           | 保定道       | |
| 第八區     | 清苑縣               | 15065  | 三等   | 安新縣     | 今安新縣西南安州鎮                         | 保定道       | 清代為安州，民國2年（1913年）2月改置縣。 |
| 第八區     | 清苑縣               | 15067  | 三等   | 高陽縣     | 今高陽縣駐地錦華街道                       | 保定道       | |
| 第八區     | 清苑縣               | 15068  | 三等   | 望都縣     | 今望都縣駐地望都鎮                         | 保定道       | |
| 第八區     | 清苑縣               | 15069  | 三等   | 容城縣     | 今容城縣駐地容城鎮                         | 保定道       | |
| 第八區     | 清苑縣               | 15089  | 三等   | 完縣       | 今順平縣駐地蒲陽鎮                         | 保定道       | |
| 第九區     | 定縣                 | 15055  | 三等   | 唐縣       | 今唐縣駐地仁厚鎮                           | 保定道       | |
| 第九區     | 定縣                 | 15056  | 三等   | 博野縣     | 今博野縣駐地博野鎮                         | 保定道       | |
| 第九區     | 定縣                 | 15064  | 二等   | 安國縣     | 今安國市駐地祁州路街道                     | 保定道       | 清代為祁州，民國2年（1913年）2月改為祁縣。民國3年（1914年）1月因與山西省縣名重複，改名。以漢代安國縣得名。 |
| 第九區     | 定縣                 | 15070  | 一等   | 定縣       | 今定州市駐地南城區街道                     | 保定道       | 清代為定州，民國2年（1913年）2月改置縣。 |
| 第九區     | 定縣                 | 15071  | 三等   | 阜平縣     | 今阜平縣駐地阜平鎮                         | 保定道       | |
| 第九區     | 定縣                 | 15073  | 三等   | 行唐縣     | 今行唐縣駐地龍州鎮                         | 保定道       | |
| 第九區     | 定縣                 | 15084  | 二等   | 新樂縣     | 鮮虞渡口（今新樂市駐地東北承安鎮）         | 保定道       | |
| 第九區     | 定縣                 | 15086  | 三等   | 無極縣     | 今無極縣駐地無極鎮                         | 保定道       | |
| 第九區     | 定縣                 | 15090  | 三等   | 曲陽縣     | 今曲陽縣駐地恆州鎮                         | 保定道       | |
| 第十區     | 深縣                 | 15066  | 一等   | 束鹿縣     | 今辛集市東南新城鎮                         | 保定道       | |
| 第十區     | 深縣                 | 15078  | 三等   | 晉縣       | 今晉州市駐地晉州鎮                         | 保定道       | 清代為晉州，民國2年（1913年）2月改置縣。 |
| 第十區     | 深縣                 | 15091  | 三等   | 深澤縣     | 今深澤縣駐地深澤鎮                         | 保定道       | |
| 第十區     | 深縣                 | 15092  | 三等   | 武強縣     | 今武強縣西南街關鎮                         | 保定道       | |
| 第十區     | 深縣                 | 15093  | 二等   | 饒陽縣     | 今饒陽縣駐地饒陽鎮                         | 保定道       | |
| 第十區     | 深縣                 | 15094  | 三等   | 安平縣     | 今安平縣駐地安平鎮                         | 保定道       | |
| 第十區     | 深縣                 | 15102  | 一等   | 深縣       | 今深州市駐地深州鎮                         | 保定道       | 清代為深州直隸州直轄地，民國2年（1913年）3月改置縣。 |
| 第十區     | 深縣                 | 15124  | 三等   | 衡水縣     | 今衡水市桃城區                             | 大名道       | |
| 第十區     | 深縣                 | 15128  | 三等   | 武邑縣     | 今武邑縣駐地武邑鎮                         | 大名道       | |
| 第十一區   | 正定縣（暫駐石門市） | 15072  | 三等   | 欒城縣     | 今石家莊市欒城區駐地欒城鎮                 | 保定道       | |
| 第十一區   | 正定縣（暫駐石門市） | 15074  | 三等   | 靈壽縣     | 今靈壽縣駐地靈壽鎮                         | 保定道       | |
| 第十一區   | 正定縣（暫駐石門市） | 15075  | 二等   | 平山縣     | 今平山縣駐地平山鎮                         | 保定道       | |
| 第十一區   | 正定縣（暫駐石門市） | 15076  | 三等   | 元氏縣     | 今元氏縣駐地槐陽鎮                         | 保定道       | |
| 第十一區   | 正定縣（暫駐石門市） | 15077  | 三等   | 贊皇縣     | 今贊皇縣駐地贊皇鎮                         | 保定道       | |
| 第十一區   | 正定縣（暫駐石門市） | 15079  | 一等   | 正定縣     | 今正定縣駐地正定鎮                         | 保定道       | 清代為正定府附郭縣。 |
| 第十一區   | 正定縣（暫駐石門市） | 15081  | 一等   | 獲鹿縣     | 今石家莊市鹿泉區駐地獲鹿鎮                 | 保定道       | |
| 第十一區   | 正定縣（暫駐石門市） | 15082  | 三等   | 井陘縣     | 今井陘縣駐地西天長鎮                       | 保定道       | |
| 第十一區   | 正定縣（暫駐石門市） | 15083  | 二等   | 藁城縣     | 今石家莊市藁城區駐地廉州鎮                 | 保定道       | |
| 第十一區   | 正定縣（暫駐石門市） | 15122  | 三等   | 高邑縣     | 今高邑縣駐地高邑鎮                         | 大名道       | |
| 第十一區   | 正定縣（暫駐石門市） | 15129  | 二等   | 趙縣       | 今趙縣駐地趙州鎮                           | 大名道       | 清代為趙州，民國2年（1913年）3月改置縣。 |
| 第十一區   | 正定縣（暫駐石門市） | 15130  | 三等   | 柏鄉縣     | 今柏鄉縣駐地柏鄉鎮                         | 大名道       | |
| 第十二區   | 南宮縣               | 15031  | 三等   | 故城縣     | 今故城縣東北故城鎮                         | 津海道       | |
| 第十二區   | 南宮縣               | 15106  | 三等   | 平鄉縣     | 今平鄉縣西南平鄉鎮                         | 大名道       | |
| 第十二區   | 南宮縣               | 15107  | 三等   | 廣宗縣     | 今廣宗縣駐地廣宗鎮                         | 大名道       | |
| 第十二區   | 南宮縣               | 15108  | 三等   | 鉅鹿縣     | 今巨鹿縣駐地巨鹿鎮                         | 大名道       | |
| 第十二區   | 南宮縣               | 15119  | 三等   | 威縣       | 今威縣駐地洺州鎮                           | 大名道       | |
| 第十二區   | 南宮縣               | 15120  | 三等   | 清河縣     | 今清河縣西城關鄉                           | 大名道       | |
| 第十二區   | 南宮縣               | 15123  | 二等   | 冀縣       | 今衡水市冀州區駐地冀州鎮                   | 大名道       | 清代為冀州直隸州直轄地，民國2年（1913年）3月改置縣。 |
| 第十二區   | 南宮縣               | 15125  | 二等   | 南宮縣     | 今南宮市駐地鳳崗街道                       | 大名道       | |
| 第十二區   | 南宮縣               | 15126  | 三等   | 新河縣     | 今新河縣駐地新河鎮                         | 大名道       | |
| 第十二區   | 南宮縣               | 15127  | 二等   | 棗強縣     | 今棗強縣駐地棗強鎮                         | 大名道       | |
| 第十二區   | 南宮縣               | 15132  | 二等   | 寧晉縣     | 今寧晉縣駐地鳳凰鎮                         | 大名道       | |
| 第十三區   | 邢台縣               | 15103  | 一等   | 邢台縣     | 今邢台市城區                               | 大名道       | 清代為順德府附郭縣。 |
| 第十三區   | 邢台縣               | 15104  | 三等   | 沙河縣     | 今沙河市北沙河城鎮                         | 大名道       | |
| 第十三區   | 邢台縣               | 15105  | 三等   | 南和縣     | 今邢台市南和區駐地和陽鎮                   | 大名道       | |
| 第十三區   | 邢台縣               | 15109  | 三等   | 堯山縣     | 今隆堯縣西南堯山村                         | 大名道       | 清代為唐山縣，民國17年（1928年）10月因與本省灤縣唐山鎮重名，改名。 |
| 第十三區   | 邢台縣               | 15110  | 三等   | 內邱縣     | 今內丘縣駐地內丘鎮                         | 大名道       | |
| 第十三區   | 邢台縣               | 15111  | 三等   | 任縣       | 今邢台市任澤區駐地任城鎮                   | 大名道       | |
| 第十三區   | 邢台縣               | 15115  | 三等   | 雞澤縣     | 今雞澤縣駐地雞澤鎮                         | 大名道       | |
| 第十三區   | 邢台縣               | 15121  | 三等   | 隆平縣     | 今隆堯縣駐地隆堯鎮                         | 大名道       | |
| 第十三區   | 邢台縣               | 15131  | 三等   | 臨城縣     | 今臨城縣駐地臨城鎮                         | 大名道       | |
| 第十四區   | 東明縣               | 15095  | 一等   | 大名縣     | 今大名縣駐地大名鎮                         | 大名道(駐地) | 清代分別為大名府附郭大名縣、元城縣。民國2年（1913年）1月合併，仍名大名縣，並析置魏縣。民國3年3月，內務部呈准，不設魏縣，將元城縣併入大名縣，民國3年（1914年）11月1日，兩縣正式合併。 |
| 第十四區   | 東明縣               | 15096  | 三等   | 南樂縣     | 今河南省南樂縣駐地城關鎮                   | 大名道       | |
| 第十四區   | 東明縣               | 15097  | 三等   | 清豐縣     | 今河南省清豐縣駐地城關鎮                   | 大名道       | |
| 第十四區   | 東明縣               | 15098  | 三等   | 東明縣     | 今山東省東明縣駐地城關鎮                   | 大名道       | |
| 第十四區   | 東明縣               | 15099  | 一等   | 濮陽縣     | 今河南省濮陽市城區                         | 大名道       | 清代為開州，民國2年（1913年）2月改為開縣。民國3年（1914年）1月因與四川、貴州兩省縣名重複，改名。漢置濮陽縣於此，故名。 |
| 第十四區   | 東明縣               | 15100  | 三等   | 長垣縣     | 今河南省長垣市駐地蒲西街道                 | 大名道       | |
| 第十四區   | 東明縣               | 15116  | 三等   | 廣平縣     | 今廣平縣駐地廣平鎮                         | 大名道       | |
| 第十五區   | 磁縣                 | 15101  | 二等   | 永年縣     | 今邯鄲市永年區東南廣府鎮                   | 大名道       | 清代分別為廣平府附郭縣。 |
| 第十五區   | 磁縣                 | 15112  | 一等   | 磁縣       | 今磁縣駐地磁州鎮                           | 大名道       | 清代為磁州，民國2年（1913年）2月改置縣。 |
| 第十五區   | 磁縣                 | 15113  | 二等   | 曲周縣     | 今曲周縣駐地曲周鎮                         | 大名道       | |
| 第十五區   | 磁縣                 | 15114  | 三等   | 肥鄉縣     | 今邯鄲市肥鄉區駐地肥鄉鎮                   | 大名道       | |
| 第十五區   | 磁縣                 | 15117  | 二等   | 邯鄲縣     | 今邯鄲市城區                               | 大名道       | |
| 第十五區   | 磁縣                 | 15118  | 三等   | 成安縣     | 今成安縣駐地成安鎮                         | 大名道       | |
| 口北道     | 宣化縣               | 不適用 | 不適用 | 萬全縣     | 上堡（今萬全區北萬全鎮）                   |              | 民國3年（1914年）6月遷張家口下堡（今河北省張家口市城區），民國17年（1928年）6月屬河北省，9月改隸察哈爾省。 |
| 口北道     | 宣化縣               | 不適用 | 不適用 | 宣化縣     | 今張家口市宣化區                           |              | 清代分別為宣化府附郭縣，北京政府時期為直隸省口北道治所。民國17年（1928年）6月屬河北省，9月改隸察哈爾省。 |
| 口北道     | 宣化縣               | 不適用 | 不適用 | 赤城縣     | 今赤城縣駐地赤城鎮                         |              | 民國17年（1928年）6月屬河北省，9月改隸察哈爾省。 |
| 口北道     | 宣化縣               | 不適用 | 不適用 | 龍關縣     | 龍門衛（今赤城縣西南龍關鎮）               |              | 原名龍門縣，因與廣東省縣名重名，民國3年（1914年）1月改名。縣境內有龍門關，為北方要塞。故名。民國17年（1928年）6月屬河北省，9月改隸察哈爾省。 |
| 口北道     | 宣化縣               | 不適用 | 不適用 | 懷來縣     | 懷來衛（今懷來縣東官廳水庫內）             |              | 民國17年（1928年）6月屬河北省，9月改隸察哈爾省。 |
| 口北道     | 宣化縣               | 不適用 | 不適用 | 陽原縣     | 今陽原縣駐地西城鎮                         |              | 原名西寧縣，因與廣東、甘肅二省縣名重名，，民國3年（1914年）1月改名。縣境在漢代為陽原縣地，故名。民國17年（1928年）6月屬河北省，9月改隸察哈爾省。 |
| 口北道     | 宣化縣               | 不適用 | 不適用 | 懷安縣     | 懷安衛（今懷安縣東南懷安城鎮）             |              | 民國17年（1928年）6月屬河北省，9月改隸察哈爾省。 |
| 口北道     | 宣化縣               | 不適用 | 不適用 | 蔚縣       | 今蔚縣駐地蔚州鎮                           |              | 清代為蔚州，民國2年（1913年）2月改置縣。民國17年（1928年）6月屬河北省，9月改隸察哈爾省。 |
| 口北道     | 宣化縣               | 不適用 | 不適用 | 延慶縣     | 今北京市延慶區駐地儒林街道                 |              | 清代為延慶州，民國2年（1913年）2月改置縣。民國17年（1928年）6月屬河北省，9月改隸察哈爾省。 |
| 口北道     | 宣化縣               | 不適用 | 不適用 | 涿鹿縣     | 今涿鹿縣駐地涿鹿鎮                         |              | 清代為保安州，民國2年（1913年）2月改置保安縣。因與陝西省縣名重名，，民國3年（1914年）1月改名。漢置涿鹿縣於此，民國初年縣西南尚有涿鹿城，故名。民國17年（1928年）6月屬河北省，9月改隸察哈爾省。 |

## 行政區劃年表
| 河北省行政區劃年表                                                        |          |     |    |    |               | |
| 說明：「?」表示不能確定其發生年份或月份，故放於最有可能的一年內，詳見注釋 |          |     |    |    |               | |
| 西元                                                                      | 民國紀元 | 縣  | 市 | 局 | 其他          | 行政區劃變更 |
| 1912年                                                                    | 民國1年  | 127 |    |    | 12府 23州 4廳 | |
| 1913年                                                                    | 民國2年  | 155 |    | 1  | 1府 1州       | - 廢保定府留清苑縣（?月） - 廢河間府留河間縣（?月） - 廢天津府留天津縣（?月） - 廢永平府留盧龍縣（?月） - 廢正定府留正定縣（?月） - 廢大名府留大名縣（?月） - 廢廣平府留永年縣（?月） - 廢順德府留邢台縣（?月） - 廢宣化府留宣化縣（?月） - 合并大名、元城2县为大名县，並析置魏縣（1月） - 改灤州為灤縣（2月） - 改滄州為滄縣（2月） - 改薊州為薊縣（2月） - 改遵化直隸州為遵化縣（2月） - 改通州為通縣（2月） - 改昌平州為昌平縣（2月） - 改霸州為霸縣（2月） - 改涿州為涿縣（2月） - 改易州直隸州為易縣（2月） - 改景州為景縣（2月） - 改安州為安新縣（2月） - 改祁州為祁縣（2月） - 改定州為定縣（2月） - 改晉州為晉縣（2月） - 改深州直隸州為深縣（2月） - 改趙州為趙縣（2月） - 改冀州直隸州為冀縣（2月） - 改開州為開縣（2月） - 改蔚州為蔚縣（2月） - 改延慶州為延慶縣（2月） - 改保安州為保安縣（2月） - 改張家口廳為張北縣（2月） - 改獨石廳為獨石縣（2月） - 改多倫諾爾廳為多倫縣（2月） - 改承德府為承德縣（2月） - 改朝陽府為朝陽縣（2月） - 改赤峰直隸州為赤峰縣（2月） - 改圍場廳為圍場縣（2月） - 析置經棚設治局（9月） |
| 1914年                                                                    | 民國3年  | 119 |    |    |               | - 東安縣改名安次縣（1月） - 廣昌縣改名淶源縣（1月） - 祁縣改名安國縣（1月） - 開縣改名濮陽縣（1月） - 西寧縣改名陽原縣（1月） - 保安縣改名涿鹿縣（1月） - 龍門縣改名龍關縣（1月） - 承德縣移屬熱河特別區（1月） - 灤平縣移屬熱河特別區（1月） - 平泉州移屬熱河特別區（1月） - 隆化縣移屬熱河特別區（1月） - 豐寧縣移屬熱河特別區（1月） - 凌源縣移屬熱河特別區（1月） - 朝陽縣移屬熱河特別區（1月） - 阜新縣移屬熱河特別區（1月） - 建平縣移屬熱河特別區（1月） - 綏東縣移屬熱河特別區（1月） - 赤峰縣移屬熱河特別區（1月） - 開魯縣移屬熱河特別區（1月） - 林西縣移屬熱河特別區（1月） - 圍場縣移屬熱河特別區（1月） - 經棚設治局移屬熱河特別區（5月） - 保定縣改名新鎮縣（6月） - 安肅縣改名徐水縣（6月） - 張北縣移屬察哈爾特別區（6月） - 獨石縣移屬察哈爾特別區（6月） - 多倫縣移屬察哈爾特別區（6月） - 改順天府為京兆地方（10月） - 安次縣移屬京兆地方（10月） - 武清縣移屬京兆地方（10月） - 寶坻縣移屬京兆地方（10月） - 薊縣移屬京兆地方（10月） - 密雲縣移屬京兆地方（10月） - 平谷縣移屬京兆地方（10月） - 大興縣移屬京兆地方（10月） - 宛平縣移屬京兆地方（10月） - 良鄉縣移屬京兆地方（10月） - 香河縣移屬京兆地方（10月） - 三河縣移屬京兆地方（10月） - 懷柔縣移屬京兆地方（10月） - 房山縣移屬京兆地方（10月） - 通縣移屬京兆地方（10月） - 昌平縣移屬京兆地方（10月） - 順義縣移屬京兆地方（10月） - 固安縣移屬京兆地方（10月） - 永清縣移屬京兆地方（10月） - 霸縣移屬京兆地方（10月） - 涿縣移屬京兆地方（10月） - 元城縣併入大名縣（11月） |
| 1915年                                                                    | 民國4年  | 119 |    |    |               | |
| 1916年                                                                    | 民國5年  | 119 |    |    |               | |
| 1917年                                                                    | 民國6年  | 119 |    |    |               | |
| 1918年                                                                    | 民國7年  | 119 |    |    |               | |
| 1919年                                                                    | 民國8年  | 119 |    |    |               | |
| 1920年                                                                    | 民國9年  | 119 |    |    |               | |
| 1921年                                                                    | 民國10年 | 119 |    |    |               | |
| 1922年                                                                    | 民國11年 | 119 |    |    |               | |
| 1923年                                                                    | 民國12年 | 119 |    |    |               | |
| 1924年                                                                    | 民國13年 | 119 |    |    |               | |
| 1925年                                                                    | 民國14年 | 119 |    |    |               | |
| 1926年                                                                    | 民國15年 | 119 |    |    |               | |
| 1927年                                                                    | 民國16年 | 119 |    |    |               | |
| 1928年                                                                    | 民國17年 | 129 | 1  |    |               | - 萬全縣移屬察哈爾省（6月） - 宣化縣移屬察哈爾省（6月） - 赤城縣移屬察哈爾省（6月） - 龍關縣移屬察哈爾省（6月） - 懷來縣移屬察哈爾省（6月） - 陽原縣移屬察哈爾省（6月） - 懷安縣移屬察哈爾省（6月） - 蔚縣移屬察哈爾省（6月） - 延慶縣移屬察哈爾省（6月） - 涿鹿縣移屬察哈爾省（6月） - 安次縣歸屬河北省（10月） - 武清縣歸屬河北省（10月） - 寶坻縣歸屬河北省（10月） - 薊縣歸屬河北省（10月） - 密雲縣歸屬河北省（10月） - 平谷縣歸屬河北省（10月） - 大興縣歸屬河北省（10月） - 宛平縣歸屬河北省（10月） - 良鄉縣歸屬河北省（10月） - 香河縣歸屬河北省（10月） - 三河縣歸屬河北省（10月） - 懷柔縣歸屬河北省（10月） - 房山縣歸屬河北省（10月） - 通縣歸屬河北省（10月） - 昌平縣歸屬河北省（10月） - 順義縣歸屬河北省（10月） - 固安縣歸屬河北省（10月） - 永清縣歸屬河北省（10月） - 霸縣歸屬河北省（10月） - 涿縣歸屬河北省（10月） - 唐山縣改名堯山縣（10月） - 天津市改組為省轄市（11月） |
| 1929年                                                                    | 民國18年 | 129 | 1  |    |               | |
| 1930年                                                                    | 民國19年 | 130 | 1  |    |               | - 北平市改組為普通市（6月） - 北平市二度成為院轄市（11月） - 析遵化縣興隆山置興隆縣（12月） |
| 1931年                                                                    | 民國20年 | 130 | 1  |    |               | |
| 1932年                                                                    | 民國21年 | 130 | 1  |    |               | |
| 1933年                                                                    | 民國22年 | 130 | 1  | 1  |               | - 析遷安、撫寧兩縣置都山設治局（8月） |
| 1934年                                                                    | 民國23年 | 130 | 1  | 1  |               | |
| 1935年                                                                    | 民國24年 | 130 |    | 1  |               | - 天津市恢復為院轄市（6月） |
| 1936年                                                                    | 民國25年 | 130 |    | 1  |               | |
| 1937年                                                                    | 民國26年 | 130 |    | 2  |               | - 析滄縣、鹽山兩縣置新海設治局（6月） |
| 1938年                                                                    | 民國27年 | 130 |    | 2  |               | |
| 1939年                                                                    | 民國28年 | 130 |    | 2  |               | |
| 1940年                                                                    | 民國29年 | 130 |    | 2  |               | |
| 1941年                                                                    | 民國30年 | 130 |    | 2  |               | |
| 1942年                                                                    | 民國31年 | 130 |    | 2  |               | |
| 1943年                                                                    | 民國32年 | 130 |    | 2  |               | |
| 1944年                                                                    | 民國33年 | 130 |    | 2  |               | |
| 1945年                                                                    | 民國34年 | 130 |    | 2  |               | |
| 1946年                                                                    | 民國35年 | 130 |    | 2  |               | |
| 1947年                                                                    | 民國36年 | 132 | 2  | 2  |               | - 析灤縣唐山縣置唐山市（6月） - 國民政府核准析獲鹿縣石家莊、休門兩鎮置石門市（6月） - 析灤縣置灤寧縣（11月） - 析豐潤縣置浭陽縣（11月） |
| 1948年                                                                    | 民國37年 | 132 | 2  | 2  |               | |
| 1949年                                                                    | 民國38年 | 132 | 2  | 2  |               | |

## 政府體制

### 省會
初治保定縣（今河北省保定市），民國3年（1914年）遷駐天津縣（今天津市區）。民國17年（1928年）10月12日，河北省政府由天津市遷至北平市（今北京市）。民國19年（1930年）10月15日遷治天津市。因日軍進攻華北，民國24年（1935年）6月1日河北省政府遷駐清苑縣（今保定市）。抗戰期間成為流亡政府，曾遷往河南省洛陽縣及陝西省西安市。民國34年（1945年）抗戰結束後，於11月遷回北平市。次年7月14日遷至清苑縣。民國36年（1947年）11月10日又遷回北平市。

### 省行政機構
辛亥革命後，直隸省仍為清朝控有區域，行政區劃未變，行政長官為直隸總督。民國元年（1912）3月，中華民國臨時政府改直隸總督為直隸都督，民政由都督兼管，仍設布政使、提法使、勸業道等職官。民國2年（1913年）1月，根據《劃一現行各省地方行政官廳組織令》，設民政長，為直隸省行政長官，實行軍民分治。民國3年（1914年）5月，改民政長為巡按使，下設政務、財政等廳。民國5年（1916年）7月，改巡按使為省長。民國17年（1928）6月改置為河北省，7月4日省政府在天津正式成立。民國27年（1938年）6月2日，國民政府為求戰時統一，下令改組省政府。民國34年（1945年）6月26日，行政院決議改組河北省政府。民國38年（1949年）1月，傅作義接受中國共產黨的「和平」協議，讓解放軍開入北平，是谓北平和平解放。2月，中国人民解放军北平市军事管制委员会接管河北省政府，河北省政府宣布消亡:23。

### 歷任河北省軍政長官、省政府主席

#### 北洋政府時期軍政長官
| 姓名       | 就任日期       | 離任日期       | 備註 |
| 直隸省都督 |                |                |      |
| 張錫鑾     | 1912年3月15日  | 1912年9月8日   | 署理 |
| 馮國璋     | 1912年9月8日   | 1913年12月16日 |      |
| 趙秉鈞     | 1913年12月16日 | 1914年2月27日  | 署理 |
| 朱家寶     | 1914年2月27日  | 1914年6月30日  | 兼署 |
| 直隸省將軍 |                |                |      |
| 朱家寶     | 1914年6月30日  | 1916年7月6日   |      |
| 直隸省督軍 |                |                |      |
| 朱家寶     | 1916年7月6日   | 1916年9月16日  |      |
| 曹錕       | 1916年9月16日  | 1923年10月22日 |      |
| 楊以德     | 1922年4月12日  | 1923年10月22日 | 代理 |
| 王承斌     | 1923年10月22日 | 1924年11月11日 | 兼任 |
| 直隸省督辦 |                |                |      |
| 盧永祥     | 1924年12月3日  | 1924年12月11日 |      |
| 李景林     | 1924年12月11日 | 1925年1月17日  | 署理 |
| 李景林     | 1925年1月17日  | 1925年12月25日 |      |
| 李爽塏     | 1925年4月26日  | 1925年12月25日 | 署理 |
| 孫岳       | 1925年12月25日 | 1926年3月21日  |      |
| 褚玉璞     | 1926年3月21日  | 1927年8月11日  | 署理 |
| 褚玉璞     | 1927年8月11日  | 1928年6月26日  |      |

#### 北洋政府時期民政長官
| 姓名         | 就任日期       | 離任日期       | 備註     |
| 直隸省民政長 |                |                |          |
| 張錫鑾       | 1912年3月15日  | 1912年9月8日   | 兼任     |
| 馮國璋       | 1912年9月8日   | 1912年12月16日 |          |
| 馮國璋       | 1913年1月10日  | 1913年7月17日  | 暫時兼任 |
| 劉若曾       | 1913年7月17日  | 1914年2月19日  | 署理     |
| 趙秉鈞       | 1914年2月19日  | 1914年2月27日  | 兼署     |
| 朱家寶       | 1914年2月27日  | 1914年5月23日  | 兼任     |
| 直隸省巡按使 |                |                |          |
| 朱家寶       | 1914年5月23日  | 1916年7月6日   | 兼任     |
| 直隸省省長   |                |                |          |
| 朱家寶       | 1916年7月6日   | 1917年7月8日   | 兼任     |
| 曹錕         | 1917年7月8日   | 1918年1月30日  | 兼任     |
| 曹銳         | 1918年1月30日  | 1919年7月12日  | 署理     |
| 曹銳         | 1919年7月12日  | 1922年6月18日  |          |
| 楊以德       | 1922年4月17日  | 1922年6月18日  | 代理     |
| 高凌霨       | 1922年6月18日  | 1922年6月24日  |          |
| 王承斌       | 1922年6月24日  | 1924年11月11日 |          |
| 李景林       | 1924年11月13日 | 1925年6月27日  | 兼署     |
| 楊以德       | 1924年12月3日  | 1925年6月27日  | 兼代     |
| 李景林       | 1925年6月27日  | 1925年12月25日 | 兼任     |
| 孫岳         | 1925年12月25日 | 1926年3月21日  | 兼任     |
| 褚玉璞       | 1926年3月21日  | 1927年8月11日  | 兼行     |
| 褚玉璞       | 1927年8月11日  | 1928年3月20日  | 兼任     |
| 孫世偉       | 1928年3月20日  | 1928年6月26日  |          |

#### 國民政府時期省政府主席
| 姓名           | 就任日期       | 離任日期       | 備註 |
| 河北省政府主席 |                |                |      |
| 商震           | 1928年6月26日  | 1929年8月10日  |      |
| 徐永昌         | 1929年8月10日  | 1930年9月27日  |      |
| 王樹常         | 1930年9月27日  | 1932年8月18日  |      |
| 于學忠         | 1932年8月18日  | 1935年6月6日   |      |
| 張厚琬         | 1935年6月6日   | 1935年6月25日  | 代理 |
| 商震           | 1935年6月25日  | 1935年12月12日 |      |
| 宋哲元         | 1935年12月12日 | 1936年11月27日 |      |
| 馮治安         | 1936年11月27日 | 1938年6月2日   |      |
| 鹿鍾麟         | 1938年6月2日   | 1940年2月3日   |      |
| 龐炳勳         | 1940年2月3日   | 1943年6月15日  |      |
| 馬法五         | 1943年6月15日  | 1945年9月4日   | 代理 |
| 孫連仲         | 1945年9月4日   | 1947年12月17日 |      |
| 楚溪春         | 1947年12月17日 | 1949年1月31日  |      |

### 引用
1. 1 2 3  李振军. . 档案天地 (河北省石家庄市: 河北省档案局). 2009, (2009年第3期): 21–23  [2020-11-30]. ISSN 1006-2459. （原始内容存档于2021-05-10） （简体中文）.
2. ↑  行政院戶口普查處編. 中華民國79年臺閩地區戶口及住宅普查報告. 臺北市: 行政院戶口普查處. 1992
3. ↑  內政部年鑑編纂委員會編：《內政年鑑》第一冊，第(B)223頁。
4. ↑  鄭寶恒著：《民國時期政區沿革》，第669-670頁。
5. ↑  《國民政府公報》渝字第115號，民國28年1月4日，第11頁。
6. ↑  《國民政府公報》渝字第192號，民國28年9月30日，第6頁。
7. ↑  《國民政府公報》渝字第401號，民國30年10月1日，第29頁。
8. ↑  傅林祥、鄭寶著：《中國行政區劃通史‧中華民國卷》，第352-353頁。
9. ↑  傅林祥、鄭寶著：《中國行政區劃通史‧中華民國卷》，第353-354頁。
10. ↑  《國民政府公報》第1983號，民國25年2月28日，第11頁。
11. ↑  中華民國各省（市）縣（市）行政區域代碼
12. ↑  國民政府公報》第2867號，民國36年7月3日，第6頁。
13. ↑  《政府公報》第3381號，民國14年8月30日，第160冊，第1491頁。
14. ↑  高健：《石家莊的建市經過》，《石家莊文史資料》第1輯，1983年，第20、23頁。又《石家莊市志》第1卷，中國社會出版社，1995年，45頁。
15. ↑  《國民政府公報》第2867號，民國36年7月3日，第6頁。
16. ↑  《國民政府公報》第71期，民國17年6月，第5頁。
17. ↑  《政府公報》第4142號，民國16年11月4日，第187冊，第3553頁。
18. ↑  《國民政府公報》第634號，民國19年11月28日，第3頁。
19. ↑  《國民政府公報》第1760號，民國24年6月6日，第13頁。
20. ↑  《國民政府公報》第1254號，民國22年10月6日，第9頁
21. ↑  《河北省志》第2卷《建置志》，第313頁
22. ↑  中華民國內務部《改定各省重複縣名及存廢理由清單》
23. ↑  《國民政府公報》第1691號，民國24年3月16日，第10頁》
24. ↑  內政部方域司：《中華民國行政區域簡表》（第11版），第177頁
25. ↑  《國民政府公報》第672號，民國20年1月15日，第17頁。按：內政部方域司：《中華民國行政區域簡表》（第11版）作民國20年（1931年）3月置。
26. ↑  《國民政府公報》第2978號，民國36年11月13日，第13頁。
27. ↑  《大興縣志》，北京出版社，2002年，第81頁
28. ↑  《北京市丰台區志》，北京出版社，2001年，第187頁
29. ↑  吳承湜：《近六十年全國郡縣增建志要》附錄，第80頁
30. ↑  《內務部改定各省重複縣名及存廢理由清單》
31. ↑  吳承湜：《近六十年全國郡縣增建志要》附錄，第79頁
32. ↑  《內務部改定各省重複縣名及存廢理由清單》
33. ↑  《國民政府公報》第3號，民國17年10月28日，第4頁
34. ↑  《政府公報》第263號，民國2年1月29日，第9冊，第577頁
35. ↑  《政府公報》第666號，民國3年3月16日，第23冊，第579頁
36. ↑  《政府公報》第960號，民國4年1月10日，第33冊，第231頁
37. ↑  內務部職方司第一科：《全國行政區劃表》，民國7年，第8頁。
38. ↑  《內務部改定各省重複縣名及存廢理由清單》
39. ↑  《內務部改定各省重複縣名及存廢理由清單》
40. ↑  《內務部改定各省重複縣名及存廢理由清單》
41. ↑  《中華民國史事日志》，1945，中華民國三十四年乙酉。
42. ↑   參:

### 書籍
- 鄭寶著：《民國時期政區沿革》（武漢：湖北教育出版社，2000年）。ISBN 9787535126610
- 傅林祥、鄭寶著：《中國行政區劃通史‧中華民國卷》（上海：復旦大學出版社，2007年）。ISBN 9787309056044
- 國史館地理志編纂委員編：《中華民國史地理志（初稿）》（臺北：中華民國國史館，民國79年（1990））。ISBN 9579042020

### 地圖
- 聯合勤務總司令部測量署編：《中華民國分省地圖》（1970年版），國防部情報參謀次長室。
- 中國地圖出版社著：《河北省地圖》（2011年版），中國地圖出版社。ISBN 9787503158599
- Google地圖

## 外部連結
- 维基共享资源上的相關多媒體資源：河北省
- 河北省 - 行政區劃網 （页面存档备份，存于）
- 王豐的民國傳記博客
- 洪定國的地理資料庫 - 大地耕者 - 網易博客